# Acraea maindroni
Acraea maindroni är en fjärilsart som beskrevs av Le Cerf 1927. Acraea maindroni ingår i släktet Acraea och familjen praktfjärilar. Inga underarter finns listade i Catalogue of Life.